# Palazzo Vendramin-Calergi
Het Palazzo Vendramin-Calergi in Venetië aan het Canal Grande is een van de eerste Venetiaanse paleizen in renaissancestijl.

## Geschiedenis
Met de bouw is rond 1500 begonnen en de ontwerper was Mauro Codussi. Toen hij in 1504 overleed was het gebouw nog niet klaar. Het paleis werd voltooid door de Lombardo's. Veel Venetiaanse paleizen uit die tijd werden in gotische stijl gebouwd met spitsboogvensters, dit paleis had echter rondboogvensters. De vensters zijn in groepen te verdelen: aan de zijkanten één dubbel venster en in het midden drie dubbele vensters. Dit kwam vaak voor in Venetië.
In dit paleis overleed op 13 februari 1883 Richard Wagner aan een hartinfarct na een ruzie met zijn vrouw Cosima Wagner. Het Wagner Museum is er sinds 1995 gevestigd. Daarnaast is dit in de winter het stedelijk casino (in de zomer is het casino op Lido di Venezia geopend).